# Chōroku
Chōroku (japanska: 長禄?, Chōroku), 28 september 1457–21 december 1460  var en period i den japanska tideräkningen under kejsare Go-Hanazonos regering. Shogun var Ashikaga Yoshimasa.
Namnet på perioden kommer ur ett citat ur Han Feis självbetitlade bok Han Fei.
Perioden har gett namn åt Chōroku-svälten, eller Chōroku-Kanshō-svälten, som började i Kantoregionen år chōroku 3 (1459) och varade i tre år.

## Fotnoter
1. ↑  Uppslagsverket Daijirin (大辞林), elektronisk utgåva, Sanseido 2006. Datum enligt den japanska månkalendern som inte helt överensstämmer med den västerländska.
2. ↑  Citatet på klassisk kinesiska: 其建生也長、持禄也久